# Вилађо Примавера (Кунео)
Вилађо Примавера (итал. Villaggio Primavera) је насеље у Италији у округу Кунео, региону Пијемонт.
Према процени из 2011. у насељу је живело 16 становника. Насеље се налази на надморској висини од 1506 м.